# Silvanopsis nepalensis
Silvanopsis nepalensis es una especie de coleóptero de la familia Silvanidae.

## Distribución geográfica
Habita en Nepal.